# Lycoris Desktop/LX
Lycoris Desktop/LX（リコリス・デスクトップ・エルエックス）は、Linuxディストリビューションの一つ。
主にホームユーザのデスクトップをターゲットとする。Caldera OpenLinux 3.1ベース。
製造元のLycoris社はMandriva社に買収され、Desktop/LX Personal は、2005年秋に公開される Mandriva Discovery 2006 に統合予定。